# أراج بيث
أراج بيث (بالدنماركية: Børge Bæth)‏ (26 يناير 1920 – 27 فبراير 1981) هو سبّاح دنماركي راحل، مثّل بلاده في الألعاب الأولمبية الصيفية 1936.

## روابط خارجية
أراج بيث على موقع الاتحاد الدولي للسباحة (الإنجليزية)
- أراج بيث على موقع أوليمبيديا (الإنجليزية)